# Jason Dahl
Jason M. Dahl, ameriški pilot, * 2. november 1957, San Jose, Kalifornija, ZDA, † 11. september 2001, Let 93 United Airlines, Shankshville, Pensylvanija, ZDA. 
Dahl je bil pilot letala Let 93 United Airlines, ki je bil 11. septembra 2001 ugrabljen in pozneje zaradi upora potnikov strmoglavljen na polje v Shankshvilleu v Pensilvaniji.

## Biografija
Jason se je rodil 2. novembra 1957 v San Joseju v Kaliforniji. Bil je četrti od petih otrok Dwayna in Mildred Dahl. Njegovo odraščanje je staršem pomagalo pri dostavi mlečnih izdelkov v San Jose in njeni okolici. Dahl je leta 1975 obiskoval srednjo šolo Andrew Hill. Obiskoval je tudi državno univerzo San Jose, kjer je prejel štipendijo Vincenta E. Morinea. Pilotsko dovoljenje si je prislužil leta 1973, še preden je dobil vozniško dovoljenje. Na državni univerzi San Jose je Jason študiral letalske operacije in leta 1980 opravil diplomo iz znanosti.
Leta 1983 je Dahl začel delati za Flight Safety International. Junija 1985 se je Jason pridružil letalski družbi United Airlines kot inženir letenja na letalih Boeing 727. Premeščen je bil v bazo United Pilot v San Franciscu v Kaliforniji. Ker je Jason želel razširiti svojo kariero, je hitro postal inštruktor inženirja letenja. Kot inštruktor inženirja letenja je bil Jason odgovoren za poučevanje in certificiranje novih letalskih inženirjev. Leta 1988 je postal kopilot letala 727, leta 1993 kapetan Boeinga 737 in nazadnje kapetan Boeinga 767/757. Vsakič, ko je Dahl napredoval je postal tudi inštruktor na tem položaju. To mu je omogočilo, da je nastavil svoj urnik in ohranil družinsko življenje. Maja 2001 se je Dahl odločil, da bo ponovno vstopil v redni program pilotov pri podjetju United Airlines.
13. septembra 1996 se je Dahl poročil s stevardeso Sandro in z njo imel enega sina.

### Napadi 11. septembra
Zjutraj 11. septembra 2001 je Dahl z letalom Let 93 United Airlines, na katerem je bilo 37 ljudi, ob 8:42 vzletel iz letališča Newark s ciljem v San Franciscu. Med letom je skupaj s prvim častnikom LeRoyem Homerjem dobil obvestilo o trku dveh potniških letal v World Trade Center, za katere sta Dahl in Homer mislila, da so bili bodisi študentje, bodisi neizkušeni piloti.
Dahla in Homerja so ob 9:28 napadli teroristi Al Kaide, ki so vdrli v njuno pilotsko kabino. Teroristi so zabodli oba pilota in jo vrgli iz kabine. Piloti so slišali njune krike po zvočniku. Po posnetkih se je izvedelo, da je bil Dahl, še nekaj minut potem, ko so ugrabitelji prevzeli nadzor nad letalom, živ. A je kmalu zatem umrl zaradi močnih ran. Teroristi so nato letalo Let 93 United Airlines preusmerili proti hiši ameriškega kongresa, vendar so pozneje strmoglavili letalo na polje v Shankshville zaradi upora potnikov ter pri tem ubili vseh 37 ljudi na krovu. 

## Zapuščina
V Shanksvillah je bil pri mestu trka postavljen Dahlov spomenik. Njegovo ime je napisano na spominski plošči nacionalnega parka 11. septembra.

### Igrani filmi
Njegov lik se pojavi v filmih o dogodkih tega dne, filmu United 93 (2006) režiserja Paula Greengrassa in istoimenskem TV filmu Petra Marklea, ki je izšel istega leta. 